# NGC 6298
NGC 6298 في الفهرس العام الجديد، هي مجرة، تقع في كوكبة . اكتشفت بواسطة لويس سويفت.

## روابط خارجية
- NGC 6298 على موقع ويكي سكاي: DSS2, SDSS, GALEX, IRAS, Hydrogen α, X-Ray, Astrophoto, Sky Map, Articles and images